# Lynch (Nebraska)
Lynch es una villa ubicada en el condado de Boyd en el estado estadounidense de Nebraska. En el Censo de 2010 tenía una población de 245 habitantes y una densidad poblacional de 177,14 personas por km².

## Geografía
Lynch se encuentra ubicada en las coordenadas 42°49′52″N 98°28′1″O / 42.83111, -98.46694. Según la Oficina del Censo de los Estados Unidos, Lynch tiene una superficie total de 1.38 km², de la cual 1.38 km² corresponden a tierra firme y (0%) 0 km² es agua.

## Demografía
Según el censo de 2010, había 245 personas residiendo en Lynch. La densidad de población era de 177,14 hab./km². De los 245 habitantes, Lynch estaba compuesto por el 94.29% blancos, el 0% eran afroamericanos, el 0.82% eran amerindios, el 0.41% eran asiáticos, el 0.82% eran isleños del Pacífico, el 0% eran de otras razas y el 3.67% pertenecían a dos o más razas. Del total de la población el 2.86% eran hispanos o latinos de cualquier raza.